# Valentin Müller (Politiker)
Valentin Müller (* 22. September 1856 in Ritschweier; † 8. Februar 1919 in Heiligkreuz) war Landwirt und Mitglied des Deutschen Reichstags.

## Leben
Müller besuchte von 1863 bis 1867 die Volksschule in Rippenweier, dann bis 1871 das Bendersche Institut in Weinheim und bis 1875 das Realgymnasium in Karlsruhe. Er widmete sich nach Absolvierung des Karlsruher Realgymnasiums der Landwirtschaft in Heiligkreuz bei Großsachsen. Zwischen 1899 und 1918 war er Vertreter des 46. badischen Landtagswahlkreises in der Badischen Ständeversammlung.
Von 1903 bis 1907 war er Mitglied des Deutschen Reichstags für den Wahlkreis Großherzogtum Baden 13 (Bretten, Sinsheim) und die Nationalliberale Partei.